# Lekki karabin maszynowy

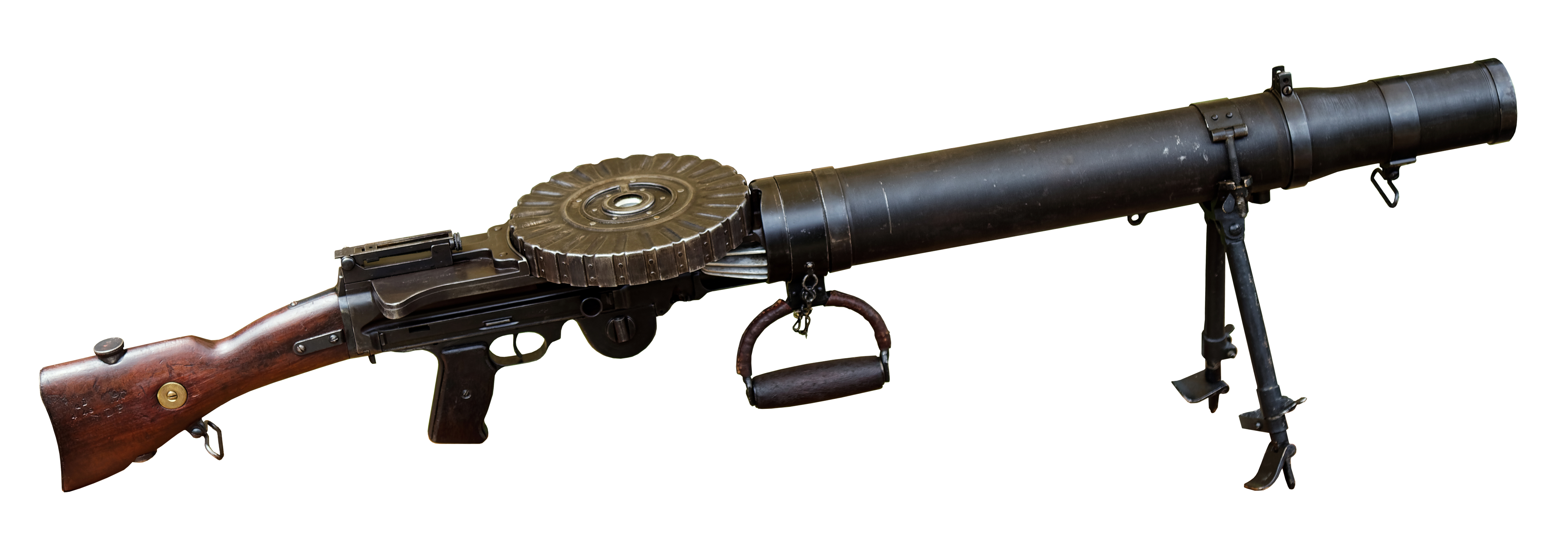
Lekki karabin maszynowy Lewis

Lekki karabin maszynowy (lkm) – typ karabinu maszynowego o osiągach i masie plasującej go pomiędzy ciężkim a ręcznym karabinem maszynowym. Masa lkm-u w zależności od źródła określana jest w przedziale 9-12 lub 10-14 kg. Broń przystosowana jest do prowadzenia ognia z lekkiej dwunożnej podstawy.
Uwaga: odróżnianie od siebie lekkich i ręcznych karabinów maszynowych (jako osobnych kategorii karabinu maszynowego) jest specyficzne dla polskiej terminologii wojskowej. W pozostałych państwach są one z reguły traktowane jako ta sama kategoria, a obie nazwy jako synonimy.

## Charakterystyka

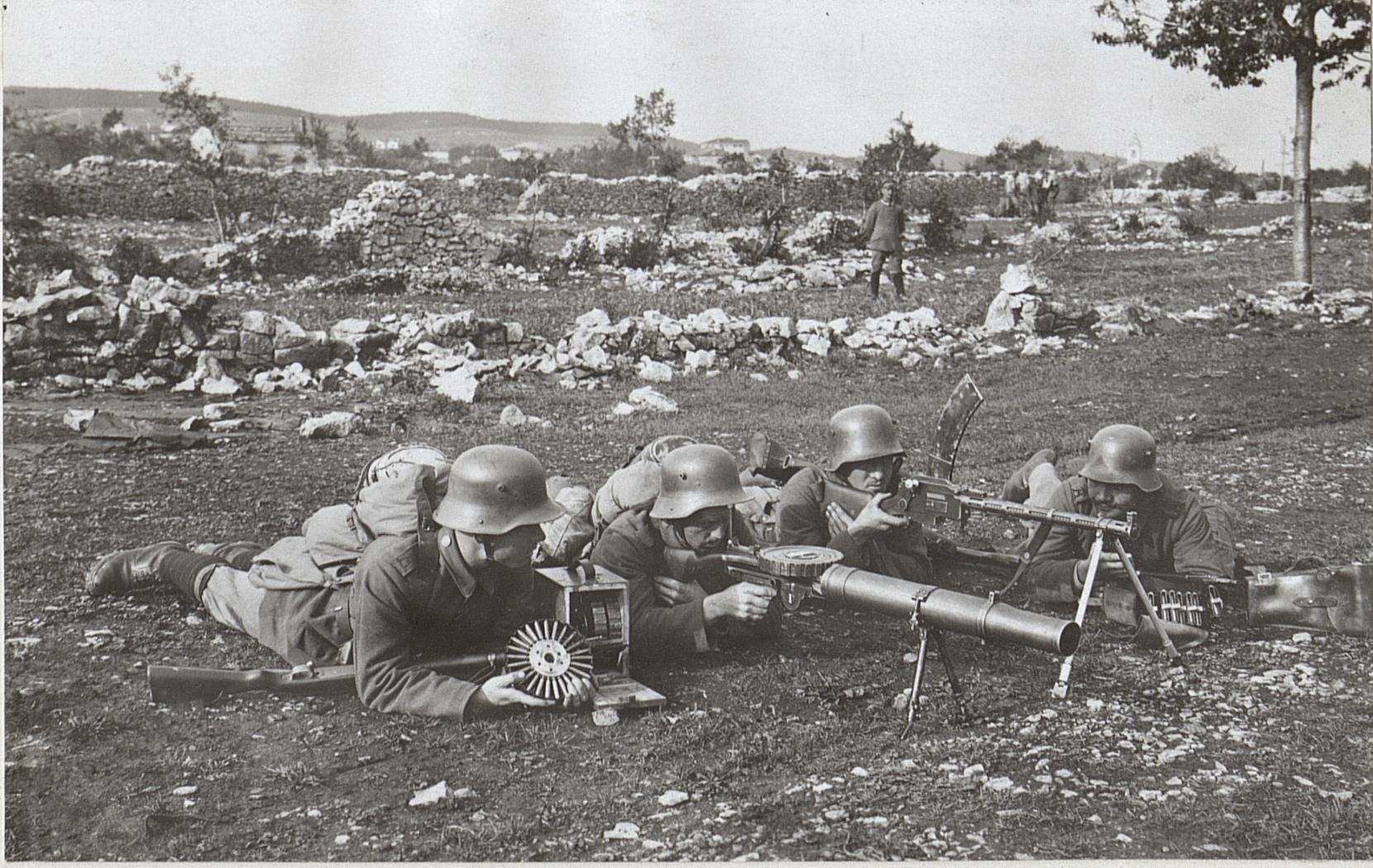
Niemieccy żołnierze z lekkim (Lewis) i ręcznym (Madsen) karabinem maszynowym w trakcie I wojny światowej

Lekkie karabiny maszynowe zasilane były amunicją karabinową z taśm amunicyjnych lub wymiennych magazynków i przystosowane do prowadzenia ognia z lekkiej podstawy (dwójnogu). Pod względem masy i osiągów, można je określić jako rozwiązanie pośrednie pomiędzy ciężkim a ręcznym karabinem maszynowym. Względem ckm-u charakteryzowały się większą mobilnością, w czym ustępowały jednak lżejszym rkm-om (które przewyższały za to szybkostrzelnością praktyczną). Większość lkm-ów działała na zasadzie krótkiego odrzutu lufy z zamka zamkniętego.

## Historia

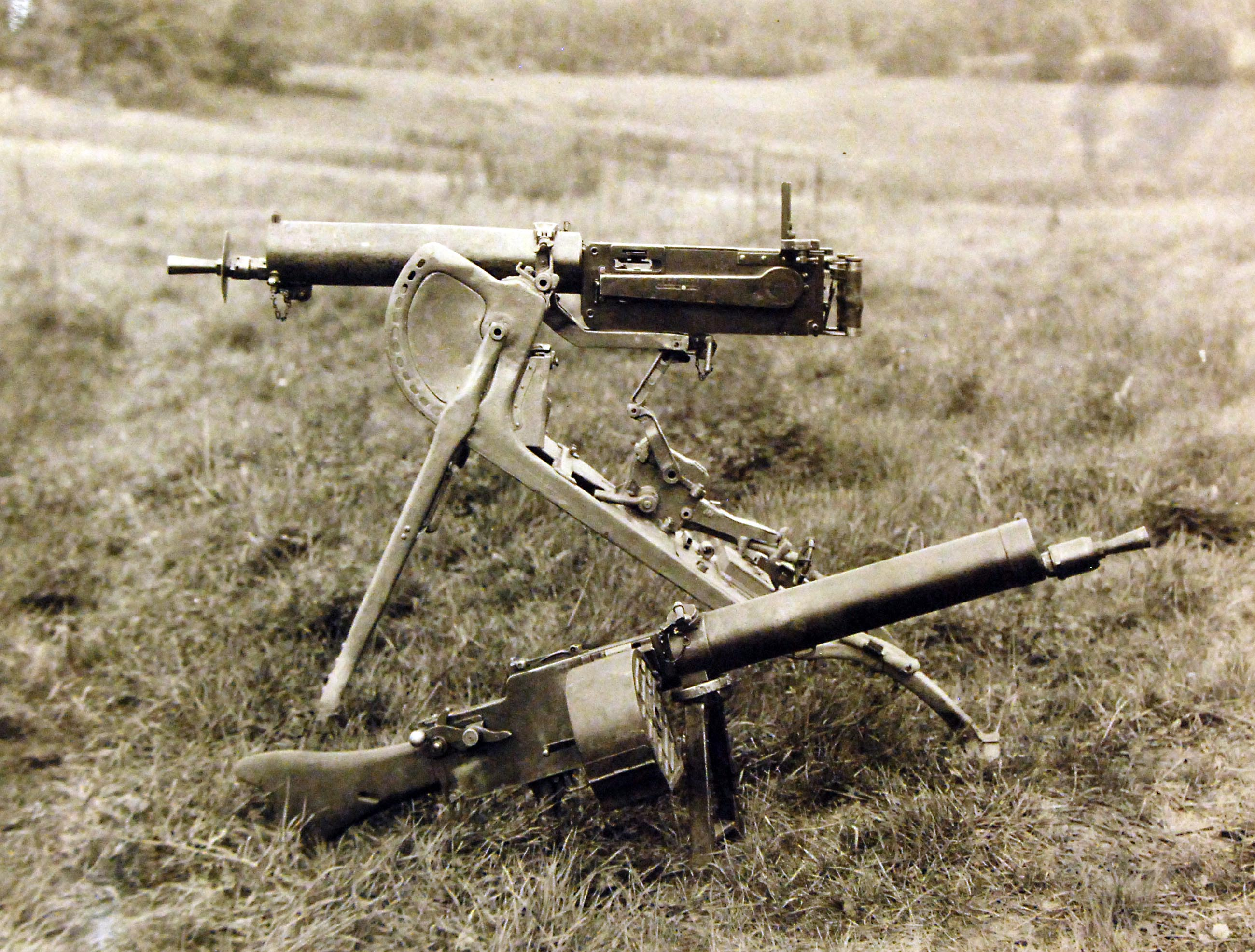
Ciężki karabin maszynowy Maxim MG08 i jego odchudzona wersja: lekki karabin maszynowy MG08/15

Mimo że pierwsze lkm-y powstawały już przed I wojną światową, ich właściwy rozwój przypadł dopiero na początek tego konfliktu. Inicjatorem wprowadzenia lżejszej od ckm-u broni maszynowej, była chęć zwiększenia mobilności tego typu broni, aby umożliwić wykorzystywanie jej również w charakterze broni wsparcia pododdziałów nacierającej piechoty. 
Część lkm-ów wywodziła się wprost od ckm-ów i były po prostu ich odchudzonymi, nieco lżejszymi wersjami, w niektórych przypadkach odziedziczając po nich również system chłodzenia cieczą (kłopotliwy w przypadku broni mającej cechować się wysoką mobilnością), jak np. MG 08/15. Jednocześnie powstawały również lkm-y tworzone od podstaw jako samodzielne konstrukcje (np. Lewis). Wadą tego typu broni pozostawała jednak nadal stosunkowo duża masa ograniczająca mobilność, dlatego mimo zapewniania lepszych osiągów od rkm-ów, ostatecznie zostały przez nie niemal całkowicie wyparte.
Na małą skalę lkm-y wykorzystywane były jeszcze w czasie II wojny światowej, jednak po tym konflikcie, ten rodzaj karabinu maszynowego ostatecznie zniknął z użycia.